# 伊藤巧 (音響監督)
伊藤 巧（いとう たくみ）は、日本の音響監督、ミキサー。HALF H・P STUDIO所属。

## 参加作品
※特筆のないものは、全て音響監督としての参加

### テレビアニメ
2002年
- デュエル・マスターズ（音響制作担当）

2003年
- まっすぐにいこう。（音響制作担当）

2004年
- ゾイドフューザーズ（音響制作担当）
- まっすぐにいこう。 第2期（音響制作担当）

2005年
- ゾイドジェネシス（音響制作担当）

2006年
- すもももももも ～地上最強のヨメ～（音響制作担当） ※西名武と共同
- .hack//Roots（音響制作担当）

2007年
- Venus Versus Virus（音響制作担当） ※西名武と共同

2008年
- やなせたかしメルヘン劇場（音響制作担当）

2013年
- プリティーリズム・レインボーライブ（音響制作）

2014年
- プリパラ（音響制作）
- モンスター・ハイ こわイケガールズ

2015年
- 探偵チームKZ事件ノート
- 夜ノヤッターマン（音響制作担当）

2016年
- がんがんがんこちゃん
- ルガーコード1951

2017年
- アイドルタイムプリパラ（音響制作）
- 異世界はスマートフォンとともに。
- 縁結びの妖狐ちゃん（日本語版音響監督）
- シルバニアファミリー　ミニストーリー

2018年
- がんがんがんこちゃん 第2期
- キラッとプリ☆チャン
- SPIRITPACT -黄泉の契り-（日本語版音響監督）
- 3D彼女　リアルガール
- 一人之下 羅天大醮篇（日本語版音響監督）
- 一人之下 全性篇（日本語版音響監督）

2020年
- デュエル・マスターズ キング

2021年
- デュエル・マスターズ キング!
- MUTEKING THE Dancing HERO ※録音進行兼務

2022年
- デュエル・マスターズ キングMAX

2024年
- 菜なれ花なれ
- 僕の妻は感情がない

### OVA
2014年
- 12歳。

### 劇場アニメ
2005年
- 劇場版デュエル・マスターズ 闇の城の魔龍凰（音響制作担当）
- 劇場版ロックマンエグゼ 光と闇の遺産（音響制作）

### Webアニメ
2017年
- ルナたん ～１万年のひみつ～

2018年
- 15歳、今日から同棲はじめます。
- ちびあいりんのゆるやかな日常（アフレコ演出）

### ラジオドラマ
- 飛べ!京浜ドラキュラ 〜2016〜（演出）
- ラジどらッ!?　〜夜のドラマハウス〜（演出）